# Nagroda im. Kapitana Leszka Wiktorowicza
Nagroda im. Kapitana Leszka Wiktorowicza – polska nagroda przyznawana corocznie za wyjątkowe dokonania żeglarskie, osiągnięcia w dziedzinie wychowania morskiego młodzieży lub kształtowanie świadomości morskiej.
Ustanowili ją spadkobiercy kpt. ż.w. Leszka Wiktorowicza, Miasto Gdynia, Stowarzyszenie Bractwo Kaphornowców i Press Club Polska. 
Kapituła przyznaje także, w niektórych latach, nagrody specjalne, za osiągnięcia wykraczające poza ramy roku danej edycji.
Po raz pierwszy nagroda została wręczona w roku 2012.

## Kapituła Nagrody
Nagrody przyznaje Kapituła Nagrody im. Kapitana Leszka Wiktorowicza w składzie:
- kpt. ż.w. Mariusz Wiktorowicz, syn Kapitana, przewodniczący Kapituły
- adm. fl. Marek Brągoszewski, Bractwo Kaphornowców
- Marek Padjas, Bractwo Kaphornowców
- Mariusz Bzdęga, przedstawiciel Prezydent Gdyni
- Arkadiusz Dzierżyński, przedstawiciel Prezydent Gdyni
- Waldemar Heflich, Press Club Polska
- adw. Tomasz Kopoczyński, sekretarz Kapituły

W latach 2012-2024 w kapitule zasiadała Joanna Zielińska, Przewodnicząca Rady Miasta Gdyni oraz Marek Łucyk, Wiceprezydent Gdyni. Członkami Kapituły w różnych latach byli także kadm. Czesław Dyrcz, kpt. Cezary Bartosiewicz, Mira Urbaniak, Bohdan Sienkiewicz.

## Laureaci nagrody[2]

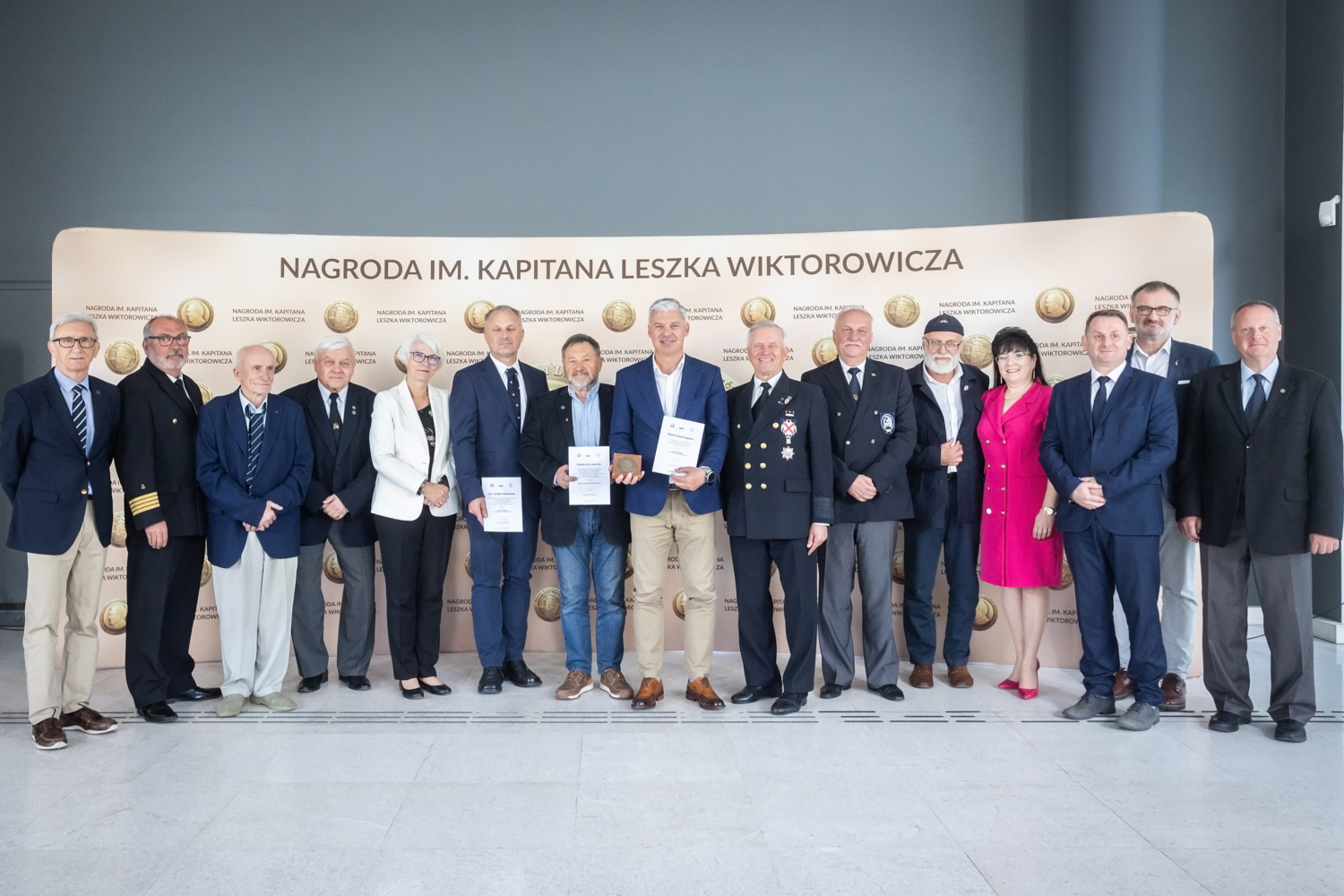
Laureaci i jury Nagrody Wiktorowicza 2024

- 2025 Kontradmirał Czesław Dyrcz, Nagroda Specjalna im. Kapitana Leszka Wiktorowicza
- 2025 Męski Chór Szantowy Zawisza Czarny, Nagroda Specjalna im. Kapitana Leszka Wiktorowicza
- 2025  nie przyznano nagrody w kategorii głównej[3]
- 2024 Kapitan Jerzy Jaszczuk, „Generał Zaruski”[4]
- 2024 Kapitan Grzegorz Baranowski, program „I Love Poland”, Nagroda Specjalna im. Kapitana Leszka Wiktorowicza
- 2024 Polski Związek Żeglarski w stulecie istnienia, Nagroda Specjalna im. Kapitana Leszka Wiktorowicza
- 2023 program „Niebieska Szkoła”[5]
- 2023 Kapitan Krzysztof Baranowski, Nagroda Specjalna im. Kapitana Leszka Wiktorowicza
- 2022 Kapitan Ziemowit Barański, „Fryderyk Chopin”, „Zawisza Czarny”, „Pogoria”, „Kapitan Borchardt”
- 2022 Kapitan Waldemar Mieczkowski, „Zawisza Czarny”, Nagroda Specjalna im. Kapitana Leszka Wiktorowicza
- 2021 Kapitan Adam Wiśniewski, Fundacja Ocean Marzeń
- 2021 Uniwersytet Morski w Gdyni, Nagroda Specjalna im. Kapitana Leszka Wiktorowicza
- 2020 Kapitan Bartłomiej Skwara, „Fryderyk Chopin”
- 2020 kapitanowie Ireneusz Lewandowski i Rafał Szymański, „Dar Młodzieży”, Nagroda Specjalna im. Kapitana Leszka Wiktorowicza
- 2019 Kapitan Mariusz Koper, „Katharsis II”
- 2019 kpt. Cezary Bartosiewicz, Nagroda Specjalna im. Kapitana Leszka Wiktorowicza
- 2018 Piotr Kulczycki, właściciel i armator żaglowca „Fryderyk Chopin”
- 2017 Kapitan Maciej Sodkiewicz, „Sekstant Expedition – Lodowe Krainy”
- 2017 Kapitan Aleksander Kaszowski, Nagroda Specjalna im. Kapitana Leszka Wiktorowicza
- 2016 Kapitan Piotr Kuźniar, „Selma-Antarktyda-Wytrwałość 2014/2015″
- 2016 Zygmunt Choreń, Nagroda Specjalna im. Kapitana Leszka Wiktorowicza
- 2015 Kapitan Wojciech Maleika, „Kapitan Głowacki”
- 2014 Kapitan Andrzej Drapella, „Pogoria”, „Fryderyk Chopin”, „Zawisza Czarny” i „Oceania”
- 2014 Bohdan Sienkiewicz, Nagroda Specjalną im. Kapitana Leszka Wiktorowicza
- 2013 Kapitan Tomasz Ostrowski, „Fryderyk Chopin”
- 2012 Kapitan Janusz Zbierajewski, Zobaczyć Morze „Zawisza Czarny”